# Maurice Richard (chính khách)
Maurice Richard (sinh ngày 22 tháng 9 năm 1946) là một chính khách người Canada ở tỉnh Quebec. Ông là thành viên Tự do của Quốc hội Quebec từ năm 1985 đến năm 1994 và là thị trưởng Bécancour, một vị trí mà ông được bầu lần đầu tiên vào năm 1976.

## Đầu đời và sự nghiệp
Richard được sinh ra ở Sainte-Angèle-de-Laval, Quebec và được giáo dục sớm ở đó và ở Nicolet. Ông đã đạt được chứng nhận từ Viện quốc gia des viandes vào năm 1973 và sau đó điều hành một thị trường thực phẩm ở Bécancour.  Ông cũng là một họa sĩ và họa sĩ từ năm 1976.
Richard là một ủy viên hội đồng ở Bécancour từ năm 1971 đến 1976 và lần đầu tiên làm thị trưởng của thị trấn từ năm 1976 đến năm 1985. Ông đã được The Globe and Mail phỏng vấn vào năm 1983 như một phần của dự án công nghiệp của cộng đồng; trong quá trình phỏng vấn, ông đã nhấn mạnh cảng của Bécancour trên sông St. Lawrence, hệ thống đường bộ và đường sắt hiệu quả và điện giá rẻ của nó.
Richard công khai là người đồng tính vào những năm 1970. Bản dạng tính dục của ông đã trở thành một vấn đề khi ông chạy vào văn phòng tỉnh vào năm 1985 nhưng không làm tổn thương vị trí của ông với cử tri. Trong một cuộc phỏng vấn năm 2011, ông nói, "Les gens ne sont pas réticents à élire des homosexuels. [...] L'homophobie existe bien sûr dans certains milieux, mais nous sommes reconnus comme une société progressiste."("Mọi người không ngần ngại bầu chọn những người đồng tính luyến ái. [...] Kì thị đồng tính dĩ nhiên là ở một số vòng tròn, nhưng chúng tôi được công nhận là một xã hội tiến bộ.")